# 구미호 레시피
《구미호 레시피》는 2021년 2월 12일부터 2021년 2월 13일까지 방영된 KBS 1TV 설날특집 뮤지컬 드라마이다.

## 기획 의도
한국적 뮤지컬 드라마가 탄생한다!
전주 한옥 마을에 사는 천 년 구미호의 판타지와 로맨스로 2021년판 구미호의‘사랑은 쟁취하는 것’이다.

## 제작진
- 제작 : 박수영
- 음악감독 : 김현보
- 작사 : 경민선
- 연출 : 김대현 (KBS1 《국악한마당》, KBS1 《조선미인열전》, KBS1 《명견만리》 등 연출)
- 극본 : 경민선

## 등장 인물

### 주요 인물
- 하윤주 : 여희 역

유혹의 달인, 사랑의 초보. 수 천 살 구미호. 채식 카페 '구미호 레시피'를 운영중.
- 주종혁 : 정승환 역

순수한 사랑꾼, 소방서 구급대원. 선영과 사랑을 잊지 못하고 괴로워 함.
- 무진성 : 윤호 역

스타트업 CEO, 믿지 못할 사랑. 여희가 천년이나 기다린 진우도령의 현생.
- 김나니 : 선영 역

사랑의 본질은 조건이라 여기는 현실주의자, 3개월 전 승환의 애인. 현재 윤호와 결혼을 앞두고 있음.
- 양금석 : 산신령 역

낭만을 최고의 가치로 둠, 지리산을 다스리는 산신령. '구미호 레시피' 아르바이트생.
- 이희문 : 월화노인 역

천상계 중매쟁이, 구미호가 진정한 사랑을 찾도록 도와 줌. 산신령에게 홀딱 반함.
- 태항호 : 김춘성 역

딸바보, 구미호 사냥꾼. 딸의 병을 고치기 위해 여희의 여우구슬을 노림. 소연의 아버지.
- 신린아 : 김소연 역

춘성의 딸, 이름 모를 병에 걸려 때때로 의식불명이 됨.

## 참고 사항
- 설을 맞이하여 KBS1에서 2014년에 방송된 KBS1 저녁 일일연속극 《사랑은 노래를 타고》 이후 7년만에 선보이는 뮤지컬 드라마다.